# Equipo Olímpico de Atletas Refugiados en los Juegos Olímpicos de Río de Janeiro 2016

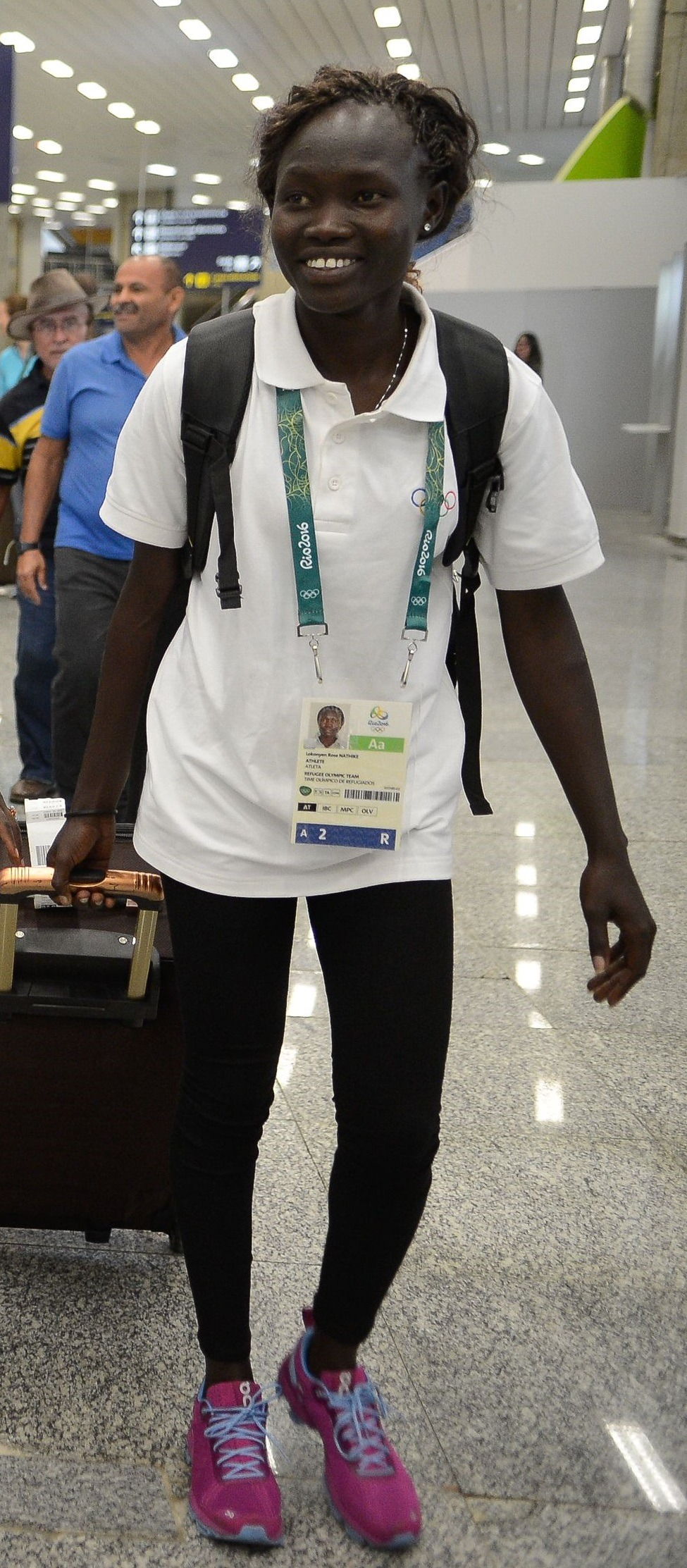
Rose Lokonyen llegando a Río de Janeiro.

El Equipo Olímpico de Atletas Refugiados en los Juegos Olímpicos de Río de Janeiro 2016 estaba conformado por 10 deportistas en calidad de refugiados y sin representación de comité olímpico nacional. La lista de atletas fue revelada el día 3 de junio del mismo año, y para su representación fueron nombradas la keniana Tegla Loroupe (jefa de la misión) y la brasileña Isabela Mazão (delegada). La abanderada en la ceremonia de apertura fue Rose Lokonyen.

## Lista de atletas
La lista de los atletas era la siguiente: 
| Atleta                      | País de origen                  | CON de residencia | Deporte   | Especialidad               |
| --------------------------- | ------------------------------- | ----------------- | --------- | -------------------------- |
| Rami Anis (m)               | Siria                           | Bélgica           | Natación  | 100 m libre 100 m mariposa |
| Yiech Pur Biel (m)          | Sudán del Sur                   | Kenia             | Atletismo | 800 m                      |
| James Nyang Chiengjiek (m)  | Sudán del Sur                   | Kenia             | Atletismo | 400 m                      |
| Yonas Kinde (m)             | Etiopía                         | Luxemburgo        | Atletismo | Maratón                    |
| Anjelina Nadai Lohalith (f) | Sudán del Sur                   | Kenia             | Atletismo | 1500 m                     |
| Rose Lokonyen (f)           | Sudán del Sur                   | Kenia             | Atletismo | 800 m                      |
| Paulo Amotun Lokoro (m)     | Sudán del Sur                   | Kenia             | Atletismo | 1500 m                     |
| Yolande Bukasa Mabika (f)   | República Democrática del Congo | Brasil            | Judo      | - 70 kg                    |
| Yusra Mardini (f)           | Siria                           | Alemania          | Natación  | 100 m libre 100 m mariposa |
| Popole Misenga (m)          | República Democrática del Congo | Brasil            | Judo      | - 90 kg                    |

## Resumen de participación

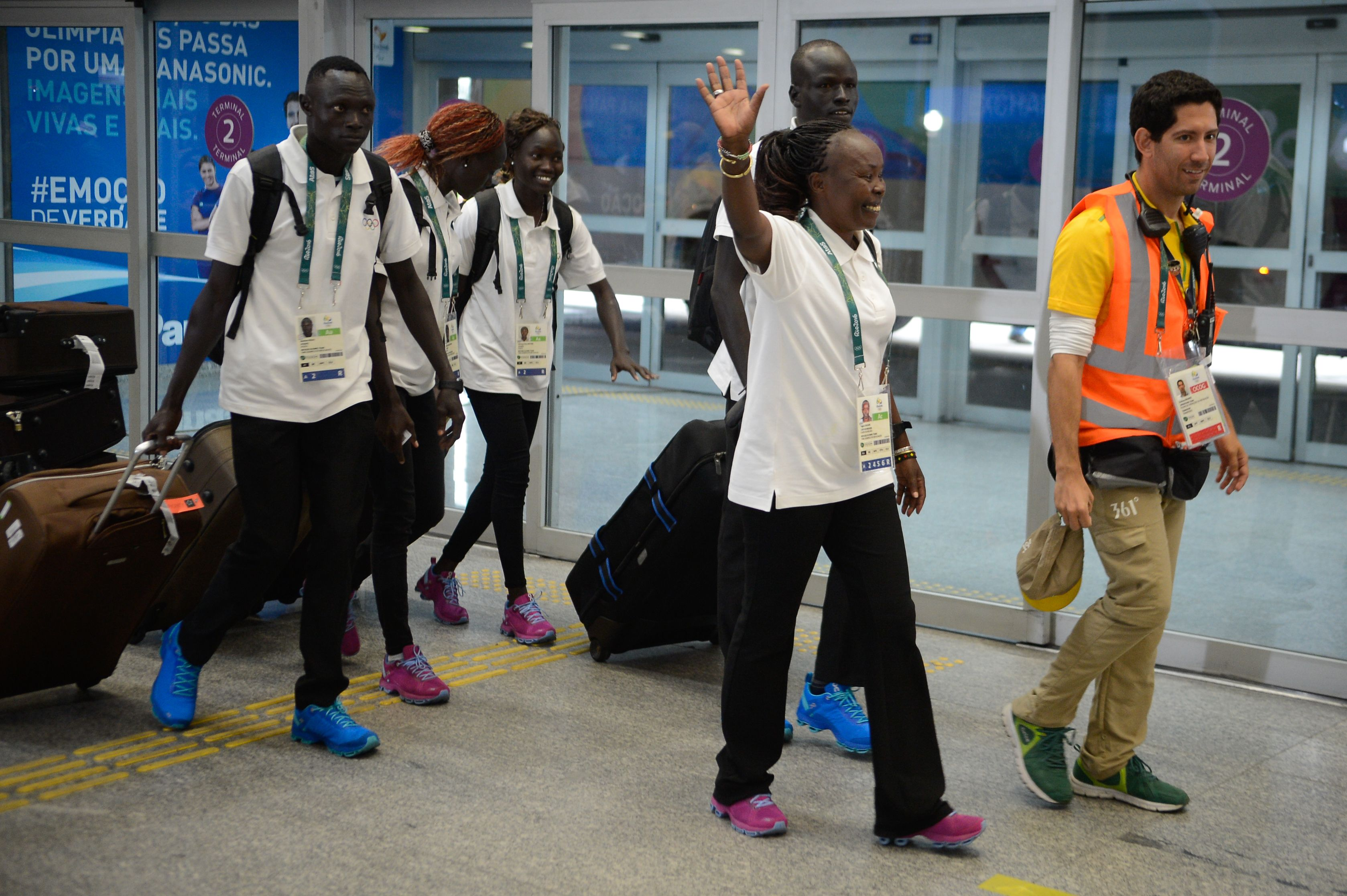
Integrantes del equipo.

El resultado deportivo más relevante del equipo de atletas refugiados fue el de Popole Misenga al lograr superar su primer combate en la categoría de -90 kg en el judo.

### Atletismo
| Atleta                  | Evento      | Preliminar | Preliminar | Semifinal | Semifinal | Final     | Final     |
| Atleta                  | Evento      | Tiempo     | Posición   | Tiempo    | Posición  | Tiempo    | Posición  |
| ----------------------- | ----------- | ---------- | ---------- | --------- | --------- | --------- | --------- |
| James Nyang Chiengjiek  | 400 m (M)   | 52,89      | 50.º       | No avanzó | No avanzó | No avanzó | No avanzó |
| Yiech Pur Biel          | 800 m (M)   | 1:54,67    | 54.º       | No avanzó | No avanzó | No avanzó | No avanzó |
| Rose Lokonyen           | 800 m (F)   | 2:16,64    | 61.º       | No avanzó | No avanzó | No avanzó | No avanzó |
| Paulo Amotun Lokoro     | 1500 m (M)  | 4:03,96    | 39.º       | No avanzó | No avanzó | No avanzó | No avanzó |
| Anjelina Nadai Lohalith | 1500 m (F)  | 4:47,38    | 40.º       | No avanzó | No avanzó | No avanzó | No avanzó |
| Yonas Kinde             | Maratón (M) | —          | —          | —         | —         | 2:24:08   | 90°       |

### Judo
| Atleta                | Evento | Ronda de 64         | Ronda de 32        | Cuartos               | Semifinal       | Final           | Final     |
| Atleta                | Evento | Rival Resultado     | Rival Resultado    | Rival Resultado       | Rival Resultado | Rival Resultado | Puesto    |
| --------------------- | ------ | ------------------- | ------------------ | --------------------- | --------------- | --------------- | --------- |
| Yolande Bukasa Mabika | -70 kg | L. Bolder P 000-110 | No avanzó          | No avanzó             | No avanzó       | No avanzó       | No avanzó |
| Popole Misenga        | -90 kg | Exento              | A. Singh G 001-000 | G. Dong-han P 000-100 | No avanzó       | No avanzó       | No avanzó |

### Natación
| Atleta        | Evento         | Preliminar | Preliminar | Semifinal | Semifinal | Final     | Final     |
| Atleta        | Evento         | Tiempo     | Posición   | Tiempo    | Posición  | Tiempo    | Posición  |
| ------------- | -------------- | ---------- | ---------- | --------- | --------- | --------- | --------- |
| Rami Anis     | 100 m libre    | 54,25      | 56.º       | No avanzó | No avanzó | No avanzó | No avanzó |
| Yusra Mardini | 100 m libre    | 1:04,66    | 45.º       | No avanzó | No avanzó | No avanzó | No avanzó |
| Rami Anis     | 100 m mariposa | 56,23      | 40.º       | No avanzó | No avanzó | No avanzó | No avanzó |
| Yusra Mardini | 100 m mariposa | 1:09,21    | 41.º       | No avanzó | No avanzó | No avanzó | No avanzó |

## Legado
Luiz Fernando Godinho Santos, jefe de la Unidad de Comunicación de la Oficina de Información Pública del Alto Comisionado de las Naciones Unidas para los Refugiados (Acnur) en Brasil y vocero del Equipo Olímpico de Atletas Refugiados, resumió la participación de los atletas en los Juegos:

Creo que ellos tenían muy claro su rol de visibilizar la causa de los refugiados, [es] lo que los une al demostrar que son capaces de alcanzar logros importantes una vez que tienen las oportunidades y el apoyo necesario. Todos demostraron una clara conciencia de unidad que creó un ambiente favorable y amistoso entre ellos aun cuando compitieron en deportes individuales. No hubo participantes en deportes colectivos porque no había la menor condición de conformar un equipo. Sin embargo, muchos dicen que el equipo los representa como si se tratara de una nación de pueblos unidos...La ovación que los atletas refugiados recibieron toda vez que entraron a la cancha, la pileta y la pista demostró que ellos estuvieron en Río de Janeiro para poner a los ojos del mundo la crisis de los refugiados demostrando su capacidad de autosuperación.